# 新万发镇
新万发镇，是中华人民共和国吉林省松原市扶余市下辖的一个乡镇级行政单位。

## 行政区划
新万发镇下辖以下地区：
万发村、三合村、潘家村、新春村、龙凤村、合成村、成发村、北四村、房身村、站发村、长发村、双合村、集厂村、苇塘村、东岗村、四平村、同意村、兴隆村、姜家村、青山村和新农村。